# ウルパン
ウルパン（ヘブライ語: אולפן、英語: Ulpan）とは、イスラエルにおける各地においてヘブライ語を母語としない者を対象として設置されているヘブライ語教室である。

## 概要
ウルパンはイスラエル国外において出生して発達しイスラエルへ「帰還」する際にヘブライ語を学習する必要に迫られたユダヤ人を主要な受講生として想定している。しかし、ウルパンの受講生はイスラエルへ「帰還」する意思がない留学生やアラブ人なども含まれている。ウルパンにおけるヘブライ語のレベルは、アレフ(א)、ベイト(ב)、ギメル(ג)、ダレット(ד)、ヘイ(ה)、ヴァヴ(ו)の6段階であり、アレフが一番平易な入門レベルであり、ヴァヴが一番高度なレベルである。そして、ウルパンにおける講義において、アレフやベイトのレベルでは、シャアル・ラマトヒールという新聞が教材として使用されていた。ウルパンはヘブライ大学などイスラエルにおける高等教育機関やキブツや街中などにおいて設置されており、ネタニヤにおけるウルパン・アキバは良質な環境のなかで楽しみながらヘブライ語を学習できるよう配慮されている。また、日本国籍を有する者がイスラエルへ渡航する際には原則として3か月の観光ビザが発給され、ウルパンの受講期間が観光ビザの有効期限内であればウルパンで学習するために学生ビザなどを取得する必要はない。